# Бенуа д’Ази, Дени
Дени Бенуа дʼАзи (фр. Denis Aimé Rose Emmanuel Benoist, 3 января 1796, Париж — 11 февраля 1880, Сен-Бенен-дʼАзи) — французский политик и промышленник.

## Биография
Дени Бенуа д'Ази — второй сын графа Пьера-Венсана Бенуа (1758—1833), оруженосца, лорда Ла Мотт-Бараса, советника короля Людовика XVI, генерал-лейтенанта по гражданским и уголовным делам в резиденции Анже, и Мари-Гиемин де Лавиль-Леру (умерла в 1826), художницы неоклассической школы, ученицы госпожи Виже-Лебрен и Жака Луи Давида. Его отец был юристом в парламенте, членом и секретарем Парижской коммуны в декабре 1789, государственным министром и членом Тайного совета. По линии матери он являлся двоюродным братом Феликса Ипполита Ларю.
Во время Реставрации Дени Бенуа д'Ази был секретарем посольства в Германии, принимал косвенные взносы, затем стал генеральным инспектором финансов при министерстве Виллеля. С 1830 года он перебрался после отставки в Ниверне, затем руководил шахтами Алеза и заинтересовался созданием железных дорог.
Член парламента с 1841 по 1848 гг., избранный на выборах 2-й коллегией выборщиков Ньевра (Шато-Шинон), он принадлежал к правым легитимистам и продолжал активно участвовать в железнодорожных делах. Был уполномочен приказом от 28 июня 1847 г. добавить к своему имени отчество д'Ази.
Д'Ази не избирался в Учредительное собрание, но был избран в Законодательное собрание от департамента Гар, где он заседал вместе с монархическим большинством. Д'Ази был избран вице-президентом Ассамблеи, боролся с политикой Елисейского дворца и участвует в разработке Закона от 31 мая 1850 об ограничении общего избирательного права. 2 декабря 1851 года во время его председательства, 200 депутатов собрались в ратуше 10-го округа, чтобы протестовать против переворота Луи-Наполеона Бонапарта. Вместе с другими депутатами был арестован, заключен в казарме на набережной Орсе, а через несколько дней освобожден.
Затем он покинул политику и посвятил себя промышленным вопросам: он способствовал созданию Креди Фонсье и стал администратором компаний Орлеана и Париж-Лион-Средиземноморье.
После франко-прусской войны избиратели Ньевра и Гара избрали его в Бордосскую ассамблею. Д'Ази председательствовал на первых сессиях как старший член и был избран вице-президентом. В 1871 году он был одним из пятнадцати заместителей, ответственных за сопровождение Адольфа Тьера и Жюля Фавра к Версалю для обсуждения  мира 26 февраля 1871 года и проголосовал за мир 1 марта 1871, а через два месяца 16 мая за публичные молитвы. В том же году он проголосовал 10 июня за отмену законов об изгнании и 30 августа за предоставление учредительной власти Ассамблеи, а также против его возвращения в Париж 3 февраля 1872 года.
В 1873 году он проголосовал за отставку Адольфа Тьера 24 мая, а затем за прекращение полномочий Мак-Магона 20 ноября. Он поддержал министерство де Брольи 16 мая 1874 и голосовал против роспуска Палаты представителей 29 июля.
В 1875 году д'Ази голосовал против поправки  Валлона 30 января и 25 февраля 1875 против всех конституционных законов. В декабре 1875 года опубликовал письмо, в котором обязался не баллотироваться на будущих выборах, как сенаторских, так и законодательных.

## Член Национального собрания или Палаты депутатов
- С 4 апреля 1841 до 12 июня 1842— от Ньевра — Легитимистская оппозиция.
- С 9 июля 1842 до 6 июля 1846 от Ньевра — Легитимистская оппозиция.
- С 1 августа 1846 до 24 февраля 1848 от Ньевра — Легитимистская оппозиция.
- С 13 мая 1849 по 2 декабря 1851 — от Гара — Правый легитимист.
- С 8 февраля 1871 до 7 марта 1876 от Ньевра — Союз правых.

## Семья
Дэнни Бенуа д'Ази женился 11 марта 1822 на Леонтине Роуз Амели Брьер д'Ази, дочери землевладельца и промышленника Леонора Брьер д'Ази, которая родила ему п детей:
1. Поль (3 января 1824-9 января 1898), политехник и промышленник, который женился 23 апреля 1850 на Клер Мелани Жобер, дочерью графа Ипполита Франсуа Жобера.
2. Эрнестин Клер (1826—30 июля 1873), которая вышла замуж 20 мая 1845 за Эдуарда де Пре де Сен-Мора.
3. Августин (28 мая 1829—20 августа 1890), виконт Бенуа д'Ази, морской офицер и директор колоний в Министерстве флота, офицер Почётного легиона; женился в первом браке 17 августа 1859 года с Алин Александрин Шарлоттой Дару (дочерью Наполеона Дарю), а во втором браке 23 марта 1870 года с Огюстином Бертой Шарлоттой Мари Рессегье.
4. Аделин Александрин (1830-4 марта 1892), которая вышла замуж 11 августа 1849 за своего двоюродного брата Пьера Сюзанна Огюстена Кошена.
5. Анж Шарль Леонор (родился в 1834 году), который впервые женился 11 июня 1860 на Мари Орели Ле Бег де Жермини, дочери губернатора Банка Франции, его второй брак 15 февраля 1865 был с Маргаритой де Пресль де Сюрвиль.

## Произведения
- 1825–1833 — Неопубликованные письма Дени Бенуа д'Ази к своему другу Ламенне[3].
- 1845 — Отчет, составленный от имени комитета, ответственного за рассмотрение законопроекта об использовании сахарных заводов.
- 1857 — «Права, интересы и обязанности Франции в Кохинхине», с Леоном Паже.
- 1863 — Некролог: господин герцог де Раузан, президент Союза лесников.
- 1875 — Отчет высшей комиссии страховых фондов на случай смерти и в случае несчастных случаев господину президенту…
- 1880 — На железной дороге Ньевр.
- 1889 — Письмо к господину Чарльзу Мартину, президенту Генерального совета железной дороги Ньевр-Салье.
- 1889 — Письмо к господину виконту де Сен-Совера, генеральному советнику Сен-Бенен-д'Ази на Ниевской железной дороге…

## Герб
«Каждый из кварталов, 1-й и 4-й, Лазурь с Соколом или пряжей, и ограждает ветвь лавра того же»; фамильный герб: «во второй и третьей четверти Гулес с четырьмя серебряными стрелами с оперением, поставленный в бледный цвет острием к вождю, позирует в фас, вождю в серебристой оправе, заряженный тремя звездами Гулес», что означает «Арлюс де Монклер, герб альянса». Щит увенчан графской короной. Соратники или охранники трофея, «два сокола в сопровождении и в паре, естественно паровались».

### Девиз
- Benefacientes benedicti

## Награды
- Рыцарь Почётного легиона 26 октября 1826.